# بول هاركن
بول هاركن (بالإنجليزية: Paul Harkin)‏ هو لاعب دوري الرغبي بريطاني، ولد في 1958 في ويكفيلد في المملكة المتحدة.